# Diocesi di Capri

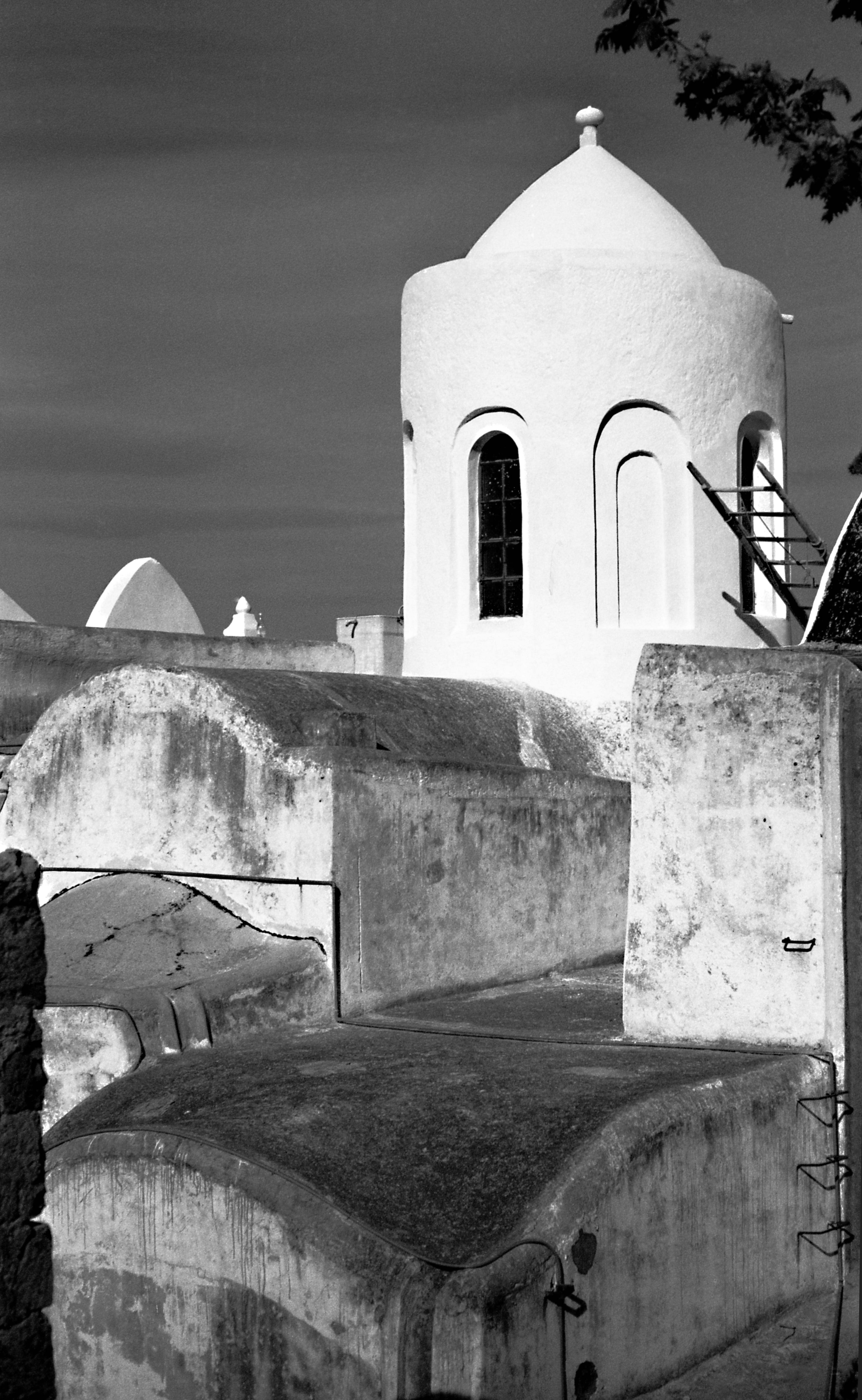
La chiesa di San Costanzo, cattedrale dal 987 al 1560.

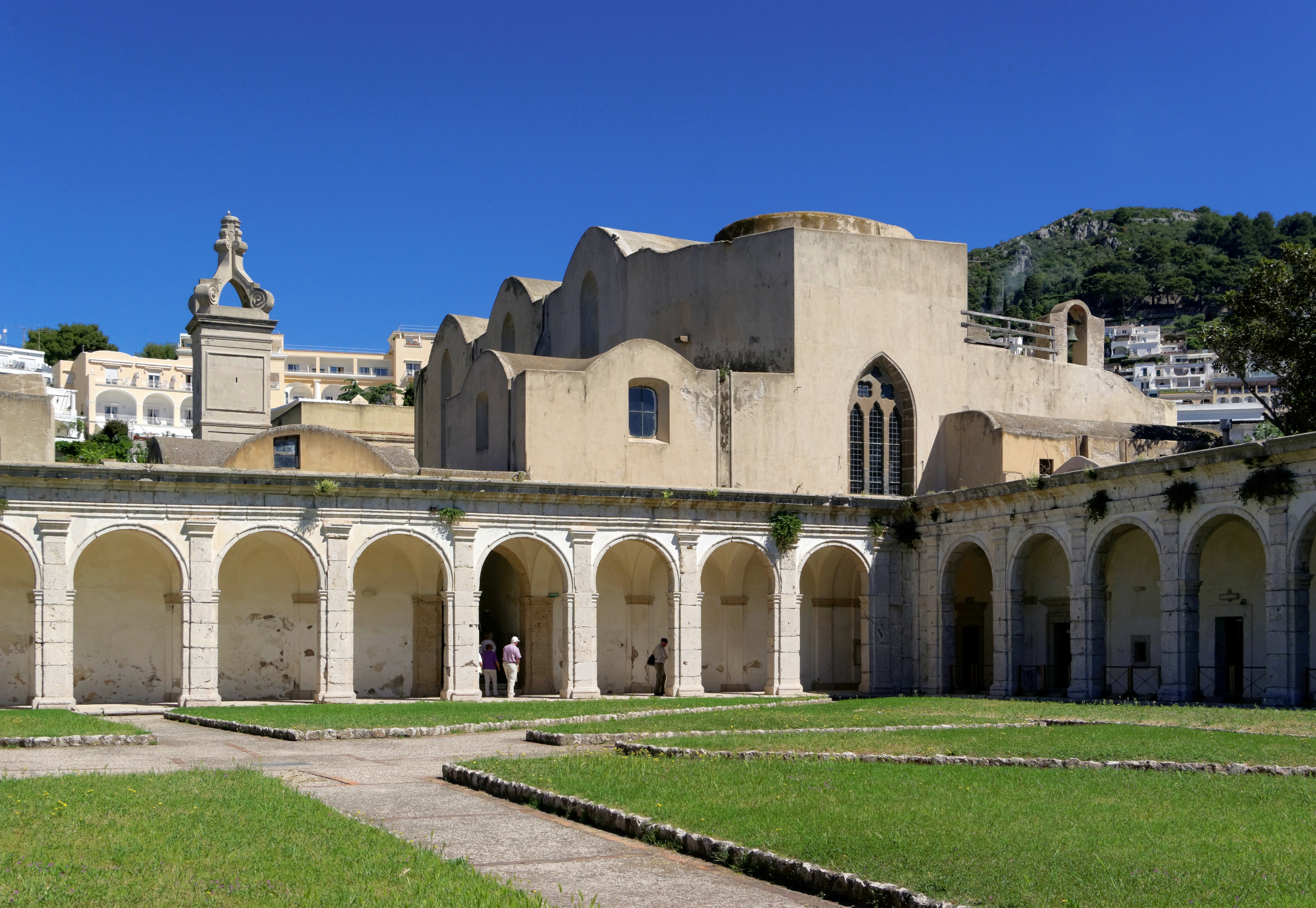
La certosa di San Giacomo, eretta nel 1371, dal 1975 sede del museo dedicato al pittore tedesco Karl Wilhelm Diefenbach.

La diocesi di Capri (in latino Dioecesis Capritana) è una sede soppressa e sede titolare della Chiesa cattolica.

## Storia
Le prime notizie storiche sul cristianesimo nell'isola di Capri risalgono all'epoca di papa Gregorio Magno (590-604), le cui lettere attestano la dipendenza della Chiesa capritana dai vescovi di Sorrento.
L'istituzione della sede vescovile di Capri risale all'anno 987, in cui l'arcidiocesi di Amalfi fu elevata a sede metropolitana e furono erette con Capri le diocesi suffraganee di Scala, Minori e Lettere. La chiesa cattedrale fu stabilita nella chiesa di San Costanzo, patrono della città.
Primo vescovo fu Giovanni I, consacrato nel 987 dall'arcivescovo Leone di Amalfi, su mandato di papa Giovanni XV. Sconosciuti sono i vescovi successivi; di un anonimo vescovo dà notizia san Pier Damiani nel 1024 circa; un altro anonimo è noto da una lettera del mese di agosto 1218 di papa Onorio III, che invita il metropolita di Amalfi a sollecitare il capitolo della cattedrale capritana ad eleggere un nuovo vescovo, cosa che presumibilmente avvenne nel corso dell'anno. Nel 1254 la sede di Capri fu occupata dal cistercense Giovanni II, abate di Santa Maria della Stella nell'arcidiocesi di Amalfi. Solo dalla metà del XIV secolo la cronotassi episcopale si fa più continua e completa.
Nel 1371 fu fondata la certosa di San Giacomo per volere del conte Giacomo Arcucci su un terreno donato dalla regina Giovanna I di Napoli, che la dotò di ricche concessioni e privilegi. In diocesi v'erano anche due monasteri femminili, uno a Capri, fondato nel 1661, e l'altro ad Anacapri.
Durante l'episcopato dello spagnolo Alfonso de Valdecabras (1551-1555), la diocesi di Dragonara fu unita a quella di Capri, unione che tuttavia fu sciolta il 1º ottobre 1554.
Nel 1560 la sede cattedrale fu traslata nella chiesa di Santo Stefano, che fu completamente rifatta, assieme al palazzo vescovile, durante l'episcopato di Dionisio Petra di Vastogirardi (1683-1698).
L'ultimo vescovo di Capri è stato Nicola Saverio Gamboni, che nel 1799, avendo aderito alla repubblica partenopea, dovette fuggire dall'isola e riparò prima a Vigevano, dove esercitò le funzioni di vescovo senza autorizzazione pontificia, e poi a Venezia, dove divenne patriarca il 24 agosto 1807.
Dopo una decina di anni di sede vacante, il 27 giugno 1818 la diocesi fu soppressa con la bolla De utiliori di papa Pio VII ed il suo territorio annesso a quello dell'arcidiocesi di Sorrento.
Dal 1968 Capri è annoverata tra le sedi vescovili titolari della Chiesa cattolica; dal 13 aprile 2006 l'arcivescovo, titolo personale, titolare è Leopoldo Girelli, nunzio apostolico in India e Nepal.

## Cronotassi dei vescovi
- San Giovanni I † (987 - ?)[3]
- Anonimo † (menzionato nel 1024 circa)[3]
- Anonimo † (1218 - ?)[3]
- Giovanni II, O.Cist. † (7 novembre 1254 - dopo il 1261)[4]
- Anonimo † (menzionato dal 1269 al 1279)[4]
- Giovanni III † (menzionato nel 1283)[4]
- Nicolò † (circa 1299 - 1329)
- Jacopo † (prima del 1348 - 1350 deceduto)
- Guglielmo de Sarciando, O.P. † (3 novembre 1362 - ? deceduto)
- Nicolò di Salerno, O.F.M. † (2 marzo 1377 - 1º novembre 1385 nominato antivescovo di Massa Marittima)
  - Mormillo, O.S.B. † (1º novembre 1385 - ?) (antivescovo)
- Benedetto di Pradosso † (10 dicembre 1398 - 16 febbraio 1418 nominato vescovo di Ravello)
- Giuliano Tommasi, O.F.M. † (16 febbraio 1418 - ?)
- Giacomo Capuano, O.F.M. † (22 aprile 1420 - 1420 deceduto)
- Giovanni Fareti, O.F.M. † (16 dicembre 1420 - ? dimesso)
- Pietro Bressoni (o Bessina) † (10 febbraio 1431 - ? dimesso)
- Francesco di Velletri, O.F.M. † (13 luglio 1433 - ?)
- Martino † (10 marzo 1460 - 1474 deceduto)
- Luca † (29 maggio 1474 - 1484 deceduto)
- Marco di Muro † (5 novembre 1484 - 1491 deceduto)
- Giovanni di Luigi, O.Carm. † (15 luglio 1491 - 25 ottobre 1500 nominato vescovo di Lucera)
- Raffaele Rocca † (25 ottobre 1500 - 1514 dimesso)
- Eusebio de Granito, O.S.M. † (18 agosto 1514 - 1528 deceduto)
- Agostino Falivene, O.S.M. † (25 settembre 1528 - 24 aprile 1534 nominato vescovo di Ischia)
- Angelo Baretta † (24 aprile 1534 - 1539 deceduto)
- Leonardo de Magistris † (13 febbraio 1540 - 21 agosto 1551 nominato vescovo di Alessano)
- Alfonso de Valdecabras † (21 agosto 1551 - 16 dicembre 1555 dimesso)[5]
- Alfonso de Sásamo, O.S.B. † (16 dicembre 1555 - 1564 dimesso)
- Filippo Mazzola † (6 settembre 1564 - 1584 deceduto)
- Francesco Liparuli (Liparulo) † (28 novembre 1584 - 1608 deceduto)
- Traiano Bozzuti, C.O. † (17 marzo 1608 - 21 novembre 1625 deceduto)
- Raffaele Rastelli, C.R. † (16 marzo 1626 - 11 settembre 1633 deceduto)
- Loreto de Franchis † (22 marzo 1634 - 1º settembre 1636 nominato vescovo di Minori)
  - Alessandro Sibilia † (20 aprile 1637 - 1637 deceduto) (vescovo eletto)[6]
- Francesco Antonio Biondi, O.F.M.Conv. † (14 dicembre 1637 - 3 dicembre 1640 nominato vescovo di Ortona e Campli)
- Paolo Pellegrini † (18 marzo 1641 - aprile 1683 deceduto)
- Dionisio Petra, O.S.B. † (12 luglio 1683 - 10 giugno 1698 deceduto)
- Michele Gallo Vandeinde † (15 settembre 1698 - 18 dicembre 1727 dimesso)
- Giovanni Maria de Laurentiis, O.Carm. † (22 dicembre 1727 - 20 marzo 1751 deceduto)
- Francesco Antonio Rocco † (17 maggio 1751 - 1776 deceduto)
- Nicola Saverio Gamboni † (16 dicembre 1776 - 24 agosto 1807 nominato patriarca di Venezia)
  - Sede vacante (1807-1818)
  - Sede soppressa

## Cronotassi dei vescovi titolari
- Timothy Manning † (26 maggio 1969 - 21 gennaio 1970 succeduto arcivescovo di Los Angeles)
- Stanley GirardSchlarman † (13 marzo 1979 - 1º marzo 1983 nominato vescovo di Dodge City)
- William Joseph Levada † (25 marzo 1983 - 1º luglio 1986 nominato arcivescovo di Portland)
- Dino Monduzzi † (18 dicembre 1986 - 21 febbraio 1998 nominato cardinale diacono di San Sebastiano al Palatino)
- Luigi Sposito † (28 febbraio 1998 - 11 giugno 2004 deceduto)
- Leopoldo Girelli, dal 13 aprile 2006